# Dziurów (Sandomierz)
Pour les articles homonymes, voir Dziurów.
Dziurów est une localité polonaise de la gmina de Zawichost, située dans le powiat de Sandomierz en voïvodie de Sainte-Croix.